# Namuli-Feinsänger
Der Namuli-Feinsänger (Apalis lynesi) ist ein Singvogel aus der Gattung der Feinsänger. Er ist endemisch am Monte Namuli in Mosambik. Das Artepitheton bezieht sich auf den britischen Admiral und Ornithologen Hubert Lynes.

## Beschreibung
Der Namuli-Feinsänger galt bis 1994 als Unterart des Halsband-Feinsängers (Apalis thoracica). Aufgrund molekularbiologischer Untersuchungen wird er aber heute als eigenständige Art betrachtet. Er erreicht eine Größe von 11 bis 12 Zentimetern und ein Gewicht von 10 bis 12 Gramm. Das Männchen hat einen dunkelgrauen Oberkopf. Nacken und Oberseite sind dunkel olivgrün. Die Hand- und Armschwingen sind schwarzbraun mit grünlichen Außensäumen. Der Schwanz ist schwarzbraun. Die beiden äußeren Schwanzfedern sind weißlich. Kehle und Oberbrust sind schwärzlich. Die restliche Unterseite ist gelb. Die Flanken sind olivfarben verwaschen. Die Iris ist weißlich, der Schnabel schwarz und die Beine fleischrosa. Beim Weibchen sind Zügel, Wangen und Kehle dunkelgrau. Die Jungvögel sind bisher unbeschrieben. Der Gesang des Männchens besteht aus einer Reihe von lauten, monotonen „preep“-Noten. Beim Weibchen ist der Gesang schneller und schriller.

## Lebensraum
Der Namuli-Feinsänger bewohnt das Blätterdach und die Ränder von montanen Bergwäldern und Sekundärwäldern in Höhenlagen von 1100 bis 2000 m.

## Lebensweise
Der Namuli-Feinsänger ist territorial und lebt paarweise oder in kleinen Familiengruppen von vier bis sechs Vögeln. Die Nahrung besteht hauptsächlich aus kleinen Insekten, die von Blättern und kleinen Zweigen gepickt werden. Gelegentlich ernährt er sich auch von Beeren und Samen. Über seine Brutbiologie ist nur wenig bekannt. Das einzige bekannte Nest wurde im November 1998 in einer Astgabel in 4 Meter Höhe entdeckt. Es war gewölbt, mit einem nach oben gerichteten Eingang und wurde aus Würzelchen, feinen krautigen Stängeln, Schlingpflanzen, Laubflechten, filzartigem Pflanzenmaterial und Spinnweben errichtet.

## Status
Bei seiner Entdeckung im Jahre 1932 wurde der Namuli-Feinsänger noch als zahlreich beschrieben. Erst 66 Jahre später gab es eine neue Expedition am Monte Namuli, wo die Forscher eine Dichte von 5 Exemplaren pro Hektar ermittelten. Aufgrund der Forschungsergebnisse schätzt BirdLife International die Gesamtpopulation auf 5000 Exemplare. Am häufigsten kommt der Namuli-Feinsänger oberhalb von 1400 m vor, wo es noch intakte Wälder gibt. Unterhalb dieser Höhenlage sind die Wälder durch Rodungen stark fragmentiert worden. Eine geplante Straße, um die Waldrodungen in der Region effektiver zu gestalten, könnte in Zukunft seinen Bestand gefährden.